# Zielone domostwa
Zielone domostwa – amerykański film romantyczny z 1959 w reżyserii Mela Ferrera, na podstawie powieści Green Mansions Williama Henry'ego Hudsona. W rolach głównych wystąpili Audrey Hepburn (ówczesna żona Ferrera) oraz Anthony Perkins.
W zamierzeniu film miał być pierwszym z kilku projektów w reżyserii Ferrera, z jego żoną w roli głównej lecz ostatecznie powstał tylko ten jeden film. Był to jeden z nielicznych filmów w karierze Audrey Hepburn, który nie był sukcesem artystycznym ani kasowym.

## Obsada
- Anthony Perkins - Abel
- Audrey Hepburn - Rima
- Lee J. Cobb - Nuflo
- Sessue Hayakawa - Runi
- Henry Silva - Kua-ko
- Nehemiah Persoff - Don Panta
- Michael Pate - Ksiądz